# Sky Eats Airplane
Sky Eats Airplane war eine US-amerikanische Post-Hardcore-/Metalcore-Band aus Fort Worth, Texas.

## Geschichte
Sky Eats Airplane wurde von dem Sänger Brack Cantrell und dem Gitarristen Lee Duck gegründet, nachdem sie aus ihrer vorherigen Band Our First Fall ausgestiegen waren. Zu der Zeit der Bandgründung besuchten sie die Arlington Heights High School in Fort Worth, Texas. Die beiden nahmen das Debütalbum Everything Perfect on the Wrong Day im Alleingang auf und veröffentlichten es am 6. August 2006 in Eigenproduktion.
Nachdem in dem Bassisten Johno Erickson, dem Schlagzeuger Kenny Schick und dem Gitarristen Zack Ordway weitere Mitstreiter gefunden wurden, wechselte Duck zur Leadgitarre; er hatte zu Beginn der Bandkarriere als Schlagzeuger fungiert. Ende des Jahres 2006 verließ Cantrell die Band, um sich auf seinen beruflichen Werdegang konzentrieren zu können und seinen Schulabschluss zu machen. Durch ein Casting, welches die Gruppe über Myspace startete, fanden die Musiker in Jerry Roush einen neuen Frontsänger. Kurz darauf wurde ein Vertriebsdeal mit Thriving Records abgeschlossen, die das Debütalbum im November des Jahres 2007 erneut veröffentlichten. Daraufhin wurde die Band von Equal Vision Records unter Vertrag genommen.
Anfang des Jahres 2008 flog die Band nach Baltimore, Maryland, um mit Produzent Brian McTernan, welcher bereits mit Circa Survive, Thrice, The Bled und Senses Fail zusammenarbeitete, das zweite Album einzuspielen. Das nach der Band benannte Album kam am 22. Juli 2008 in die Läden und schaffte mit 4.000 verkauften Einheiten in der ersten Verkaufswoche den Einstieg auf Platz 172 in den US-amerikanischen Albumcharts. Es folgten exzessive Tourneen, unter anderem mit August Burns Red, A Skylit Drive, The Devil Wears Prada und We Came as Romans, sowie ein dreiwöchiger Aufenthalt auf der Warped Tour im Jahr 2008. Anfang 2009 verließ Kenny Schick die Gruppe aus familiären Gründen. Als Ersatz wurde der ehemalige Periphery-Schlagzeuger Travis Orbin in die Gruppe integriert. Mitte des Jahres folgte der Ausstieg von Sänger Jerry Roush aufgrund bandinterner Differenzen. Neuer Sänger wurde Bryan Zimmerman.
Am 13. April 2010 erschien mit The Sound of Symmetry eine EP mit drei Stücken über Equal Vision Records. Ende des Jahres verließ Zimmerman die Band wieder, woraufhin die übrigen Musiker Anfang 2011 beschlossen, die Band pausieren zu lassen. Auch führte die Tatsache, dass sämtliche Bandmitglieder in anderen Projekten aktiv sind – Elliott Coleman, Zack Ordway und Travis Orbin gründeten Of Legends, die bei Season of Mist unterschrieben haben – sowie die ständigen Besetzungswechsel zur zwischenzeitlichen Trennung der Gruppe.

## Stil
Zu Beginn spielte die Gruppe eine stark von elektronischen Elementen – vor allem 8-Bit-Musik – verzierte Variante des Post-Hardcore, was in der Szene als Trancecore bezeichnet wird. Vergleichbar war die Musik auf dem Debütalbum Everything Perfect on the Wrong Day klanglich mit Horse the Band oder Ghengis Tron. Auch wenn der Sound stark an Horse the Band erinnerte, schaffte es die Gruppe sich von diesem musikalischen Einfluss zu distanzieren und Passagen zu erschaffen, die auch von Taking Back Sunday hätten stammen können.
Auch auf dem selbstbetitelten zweiten Album verwendeten die Musiker Einflüsse aus der elektronischen Musik, allerdings wirkt die Soundstruktur wesentlich melodischer als auf dem Debütalbum. Zeitweise war die Musik der Gruppe auch mit The Dillinger Escape Plan vergleichbar. Die musikalischen Änderungen hatten bis zum Ende der Band auch auf der The Sound of Symmetry EP Bestand.

## Diskografie
- 2006: Everything Perfect on the Wrong Day (Album, Eigenproduktion, 2007 über Thriving Records neu aufgelegt)
- 2008: Sky Eats Airplane (Album, Equal Vision Records)
- 2010: The Sound of Symmetry (EP, Equal Vision Records)